# كلارنس بيك
كلارنس بيك (بالإنجليزية: Clarence Beck)‏ هو لاعب كرة قدم أمريكية أمريكي، ولد في 3 أكتوبر 1894 في هاريسبرج في الولايات المتحدة، وتوفي في 20 أغسطس 1962.

## وصلات خارجية
- كلارنس بيك على موقع مرجع كرة القدم المحترفة.كوم (الإنجليزية)